# Glas Koncila

Glas Koncila (La Voix du Concile) est un hebdomadaire catholique croate fondé en 1962 à Zagreb.